# 27003 Katoizumi
27003 Katoizumi è un asteroide della fascia principale. Scoperto nel 1998, presenta un'orbita caratterizzata da un semiasse maggiore pari a 3,0715917 UA e da un'eccentricità di 0,1698260, inclinata di 4,00451° rispetto all'eclittica.